# دبليو. إتش إتش كلايتون
دبليو. إتش إتش كلايتون (بالإنجليزية: W. H. H. Clayton)‏ هو محامي أمريكي، ولد في 13 أكتوبر 1840، وتوفي في 14 ديسمبر 1920.